# Danh sách cuộc viếng thăm Việt Nam của tổng thống Israel

Huy hiệu của Tổng thống Israel

Tổng thống Israel thăm Việt Nam là các chuyến thăm hoặc làm việc của các Tổng thống Israel đến Việt Nam vào những thời điểm, hoàn cảnh khác nhau và những chuyến đi đó cũng có những mục đích làm việc, tác động khác nhau đến Việt Nam và mối quan hệ Việt Nam - Israel. Tính đến năm tháng 3 năm 2017, đã có 2 vị Tổng thống Israel đã từng đặt chân đến Việt Nam.

## Tổng quan
| STT | Tổng thống                        | Hình ảnh | Thời gian                      | Điểm đến                                  | Ghi chú |
| --- | --------------------------------- | -------- | ------------------------------ | ----------------------------------------- | ------- |
| 1   | Shimon Peres (Tổng thống thứ 9)   |          | Từ 22 đến 26 tháng 11 năm 2011 | Hà Nội, Quảng Ninh                        |         |
| 2   | Reuven Rivlin (Tổng thống thứ 10) |          | Từ 19 đến 25 tháng 3 năm 2017  | Hà Nội, Quảng Ninh, Thành phố Hồ Chí Minh |         |

## Chi tiết

### Shimon Peres
Nhận lời mời của Chủ tịch nước Trương Tấn Sang, Tổng thống Israel Shimon Peres bắt đầu chuyến thăm chính thức Việt Nam từ 22 đến 26 tháng 11 năm 2011. Cùng đi với đoàn là Giáo sư Daniel Hershkovitz - Bộ trưởng Bộ Khoa học và Công nghệ Israel, bà Orit Noked - Bộ trưởng Bộ Nông nghiệp và Phát triển Nông thôn Israel, cùng khoảng 50 đại diện các doanh nghiệp hàng đầu Israel. Đây là chuyến thăm cấp cao đầu tiên giữa hai nước trong lịch sử kể từ khi thiết lập quan hệ ngoại giao (1993).
Sau lễ đón chính thức diễn ra sáng 23 tháng 11 tại Phủ Chủ tịch, Chủ tịch nước Trương Tấn Sang tiến hành hội đàm với Tổng thống Shimon Peres. Sau cuộc hội đàm, Chủ tịch nước Trương Tấn Sang và Tổng thống Israel Shimon Peres đã chứng kiến lễ ký kết Hiệp định vận tải biển và Văn bản bổ sung Nghị định thư hợp tác tài chính. Ngay sau lễ ký kết, hai nhà lãnh đạo đã chủ trì họp báo công bố kết quả cuộc hội đàm.
Trong thời gian thăm Việt Nam, Tổng thống Israel Shimon Peres đã hội kiến với Tổng bí thư Nguyễn Phú Trọng và Chủ tịch Quốc hội Nguyễn Sinh Hùng.
Ngày 25 tháng 11, tổng thống Shimon Peres cùng đoàn ngoại giao đã đến Quảng Ninh thăm Vịnh Hạ Long.

#### Tham dự
1. Diễn đàn Doanh nghiệp Việt Nam - Israel: tăng cường hợp tác và tiếp xúc giữa các doanh nghiệp hai nước, và đáp ứng nhu cầu tìm hiểu và cơ hội hợp tác giữa doanh nghiệp Việt Nam và Israel.
2. Hội Nhà văn Việt Nam: gặp gỡ Hội Nhà văn Việt Nam, trong đó phần lớn là những nhà văn, nhà thơ đã từng sang thăm Israel lần đầu tiên vào năm 2010 và gặp gỡ với gần 200 cán bộ Việt Nam đã từng học tại Israel (trong khuôn khổ chương trình Hợp tác Quốc tế Mashav) ở các lĩnh vực: Khoa học công nghệ, Nông nghiệp, Truyền thông, giáo dục, xã hội,...
3. Cộng đồng người Israel tại Việt Nam: Tổng thống cũng có buổi gặp gỡ thân mật với trẻ em và cộng đồng.[1]

#### Thăm viếng
1. Đài Tưởng niệm các Anh hùng Liệt sĩ
2. Lăng Chủ tịch Hồ Chí Minh
3. Vịnh Hạ Long: Ngày 25 tháng 11, tổng thống Shimon Peres cùng đoàn ngoại giao đã đến Quảng Ninh thăm Vịnh Hạ Long. Bà Vũ Thị Thu Thủy (Phó Chủ tịch Ủy ban nhân dân tỉnh Quảng Ninh) cùng lãnh đạo Thành phố Hạ Long, Sở Ngoại vụ Quảng Ninh đón và tiếp đoàn. Đoàn đã tham quan Vịnh Hạ Long và được giới thiệu về vẻ đẹp cảnh quan, địa chất của Vịnh Hạ Long và con người Quảng Ninh. Chiều cùng ngày, đoàn rời Quảng Ninh, kết thúc chuyến thăm tốt đẹp tại Hạ Long.[1][3]

### Reuven Ruvi
Tổng thống Reuven Rivlin và phu nhân đã có chuyến thăm cấp nhà nước tới Việt Nam từ ngày 19 đến 25 tháng 3 năm 2017 theo lời mời của Chủ tịch nước Trần Đại Quang.
Chiều 19 tháng 3 năm 2017, Tổng thống Israel Reuven Rivlin và phu nhân đã tới Hà Nội. Tháp tùng Tổng thống có bà Meirav Eilon Shahar (Đại sứ Israel tại Việt Nam), ông Harel Tubi (Tổng Vụ trưởng Văn phòng Tổng thống), ông David Saranga (Cố vấn cấp cao về chính sách đối ngoại), ông Boaz Hershkovitz (Cố vấn quân sự của Tổng thống), bà Rivka Ravitz (Chánh văn phòng Tổng thống), bà Mira Ratzabi (Cố vấn cấp cao của Tổng thống). Phái đoàn doanh nghiệp gồm 48 doanh nhân từ 27 công ty của Israel đã tháp tùng Tổng thống Israel trong chuyến thăm này.
Ngày 20 tháng 3 năm 2017, lễ đón chính thức Tổng thống Israel Reuven Rivlin do Chủ tịch nước Trần Đại Quang chủ trì diễn ra tại Phủ Chủ tịch (Hà Nội).
Tổng thống Reuven Rivlin đã hội kiến Tổng Bí thư Nguyễn Phú Trọng, hội kiến Thủ tướng Nguyễn Xuân Phúc, gặp Chủ tịch Ủy ban Nhân dân Thành phố Hà Nội Nguyễn Đức Chung và chứng kiến Lễ ký kết biên bản ghi nhớ thực hiện dự án "Tổ hợp y tế - Chăm sóc sức khỏe công nghệ cao tại Hà Nội" giữa Tập đoàn TH True Milk với Công ty MedicDan Ltd và Công ty Staromedic R.N International (Israel)
Ngày 22 tháng 3, tổng thống Reuven Rivlin và phu nhân đã đến Quảng Ninh và thăm Vịnh Hạ Long.
Ngày 23 tháng 3 nằm 2017, Tổng thống Israel Reuven Rivlin đến thăm Thành phố Hồ Chí Minh. 13 giờ cùng ngày, tại Dinh Độc Lập Tổng thống Reuven Rivlin đã có cuộc hội kiến với Chủ tịch Ủy ban nhân dân Thành phố Hồ Chí Minh Nguyễn Thành Phong. Sau cuộc hội kiến là lễ ký kết biên bản ghi nhớ giữa hai doanh nghiệp Việt Nam và Israel về gói tài chính 200 triệu USD đầu tư vào lĩnh vực y tế ở Thành phố Hồ Chí Minh giữa Tập đoàn Jasmine (Israel) và Công ty Cổ phần Đầu tư Địa ốc Đất Vàng..

#### Tham dự
1. Hội đàm Chủ tịch nước Việt Nam-Tổng thống Israel: Hội đàm diễn ra sau lễ đón chính thức. Cùng dự hội đàm về phía Việt Nam có Đào Việt Trung (Chủ nhiệm Văn phòng Chủ tịch nước), Chu Ngọc Anh (Bộ trưởng Bộ Khoa học và Công nghệ), Cao Trần Quốc Hải (Đại sứ Việt Nam tại Israel) và Lãnh đạo các Bộ. Về phía Israel có Đại sứ Israel tại Việt Nam cùng các quan chức cấp cao của Israel.[7]
2. Diễn đàn Doanh nghiệp Việt Nam - Israel: do Bộ Kinh tế và Công nghiệp Israel và Phòng Thương mại và Công nghiệp Việt Nam (VCCI) phối hợp tổ chức tại Hà Nội và Thành phố Hồ Chí Minh (tổ chức 23 tháng 3). Tại Thành phố Hồ Chí Minh, diễn đàn tổ chức tại khách sạn Intercontinental với sự tham dự của tổng thống Reuven Rivlin và Chủ tịch Ủy ban nhân dân Thành phố Hồ Chí Minh Nguyễn Thành Phong.[6]
3. Diễn đàn Công nghiệp - Quốc phòng: do SIBAT và Tổng cục Công nghiệp Quốc phòng (GDDI) của Bộ Quốc phòng Việt Nam tổ chức, với sự tham dự của Tổng thống Israel và Đại tướng Ngô Xuân Lịch (Bộ trưởng Bộ Quốc phòng Việt Nam).[4]
4. Chương trình hòa nhạc hữu nghị "Isarel - Việt Nam"

#### Thăm viếng
1. Đài Tưởng niệm các Anh hùng Liệt sĩ
2. Lăng Chủ tịch Hồ Chí Minh
3. Vịnh Hạ Long: Lãnh đạo thành phố Hạ Long, Sở Ngoại vụ Quảng Ninh đã dẫn đoàn Israel tham quan Vịnh Hạ Long, giới thiệu với đoàn về vẻ đẹp cảnh quan, địa chất của Vịnh Hạ Long và con người Quảng Ninh.[5]
4. Trại trình diễn và thực nghiệm chăn nuôi bò sữa công nghệ cao (DDEF) (Phạm Văn Hai, Bình Chánh, Thành phố Hồ Chí Minh): 12 giờ trưa 23 tháng 3, Tổng thống Reuven Rivlin cùng Phó Chủ tịch Ủy ban nhân dân Thành phố Hồ Chí Minh Lê Thanh Liêm và đoàn đại biểu đã đến thăm trại thực nghiệm chăn nuôi bò sữa theo công nghệ Israel tại xã Phạm Văn Hai, huyện Bình Chánh, Thành phố Hồ Chí Minh. Trại thực nghiệm bò sữa là dự án hợp tác giữa Bộ ngoại giao Israel và Ủy ban nhân dân Thành phố Hồ Chí Minh. Chuyến thăm kéo dài khoảng 20 phút.[8][9][10]
5. Trường tiểu học Nguyễn Văn Trỗi (Quận 4, Thành phố Hồ Chí Minh): Tổng thống Israel và phu nhân đến thăm trường tiểu học Nguyễn Văn Trỗi và dự thính một buổi học tại ngôi trường này.[11][11]
6. Phòng khám Family Medical Practice (Quận 1, Thành phố Hồ Chí Minh)[11]
7. Dự án xã hội hỗ trợ cho người khuyết tật (Thảo Điền, Thủ Đức, Thành phố Hồ Chí Minh)[11]